# Semaeopus decorata
Semaeopus decorata är en fjärilsart som beskrevs av Paul Dognin 1909. Semaeopus decorata ingår i släktet Semaeopus och familjen mätare. Inga underarter finns listade i Catalogue of Life.